# Евфросиния Александрийская
Евфросиния Александрийская († ок. 470) — христианская святая, жившая в монастыре под видом мужчины. Почитается в лике преподобных, память совершается в Православной церкви 15 (28) февраля и 25 сентября (8 октября), в Католической церкви — 1 января и 11 февраля.

## Жизнеописание
Согласно житию Евфросинии, написанному в X веке Симеоном Метафрастом, она была родом из Александрии Египетской и происходила из богатой семьи. В 12 лет она лишилась матери, а по достижении Евфросинией 18 лет её отец Пафнутий решил выдать её замуж. Она вместе с отцом поехала в монастырь просить благословения на брак от их духовного наставника, но, увидев монашескую жизнь, захотела посвятить себя Богу. По возвращении домой она начала поститься, раздала свои драгоценности и перестала заботиться о своей внешности. Когда её отец был в отъезде, то Ефросиния от проходившего монаха приняла постриг.
Боясь, что в женском монастыре она будет обнаружена отцом, Евфросиния в мужской одежде пришла к игумену мужского монастыря, который она посещала вместе с отцом, и назвалась евнухом императорского двора Измарагдом (Смарагдом). Игумен принял её, отдал под наставничество монаха Агапита, но из-за красоты «юноши», которая могла смущать монахов, поселил его в отдельной келье, запретив общение с кем-либо кроме духовного наставника.

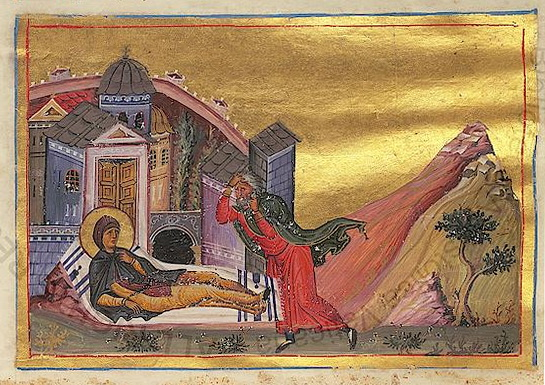
Евфросиния при смерти открывается отцу. Миниатюра из Минология Василия II

Отец Евфросинии, не найдя свою дочь, пришёл к своему наставнику-игумену с просьбой о молитве. Игумен направил его к монаху Измарагду, отличившемуся уже своим благочестием. Пафнутий начал часто приходить к нему для бесед и наставлений. В монастыре Евфросиния прожила 38 лет и только перед смертью сказала отцу правду о себе, указав, чтобы никто кроме него не подготавливал её тело для погребения. Пафнутий исполнил волю дочери, а затем сам принял постриг и прожил в её келье 10 лет, а скончавшись, был погребён рядом с дочерью.
О местонахождении мощей преподобной Евфросинии сообщает Acta Sanctorum: глава и основная часть мощей хранятся в монастыре святого Иоанна в Больё[уточнить] (Франция), где до XVIII века широко отмечался день памяти святой, частицы мощей находятся в церкви Санто-Стефано (Болонья) и Сирк-ле-Бен на берегу Мозеля.